# Tiszakeszi
Tiszakeszi är en ort i Ungern.   Den ligger i provinsen Borsod-Abaúj-Zemplén, i den nordöstra delen av landet, 150 km öster om huvudstaden Budapest. Tiszakeszi ligger 92 meter över havet och antalet invånare är 2 692.
Terrängen runt Tiszakeszi är mycket platt. Runt Tiszakeszi är det ganska glesbefolkat, med 22 invånare per kvadratkilometer. Närmaste större samhälle är Polgár, 12,7 km nordost om Tiszakeszi. Trakten runt Tiszakeszi består till största delen av jordbruksmark.